# Coupe du Maroc de football 2017
Navigation
2016 2018
La Coupe du Trône 2017 est la 61e édition de la Coupe du Trône de football.
Le tenant du titre est le Maghreb Association Sportive de Fès (MAS).
Le vainqueur de cette compétition devait être automatiquement qualifié pour le tour préliminaire de la Coupe de la confédération africaine 2018. Mais vu que le Raja CA a remporté cette édition et que lui-même a déjà valider son billet pour cette Coupe de la confédération africaine 2018 en finissant troisième du championnat marocain lors de la saison 2016-2017, ce sera donc l'équipe qui a fini 4e de Botola Pro saison 2016-2017, à savoir la Renaissance Sportive de Berkane qui disputera avec le Raja l'édition 2018 de la Coupe de la CAF.

## Tour préliminaire
| Date        | Équipe 1                     | Résultat | Équipe 2                               |
| ----------- | ---------------------------- | -------- | -------------------------------------- |
| 20 mai 2017 | CLUB CHABAB M'RIRT           | 1 - 3    | Rajaa Sportif d'Arfoud                 |
| 20 mai 2017 | TAS                          | 6 - 3    | Union sportive musulmane d'Oujda       |
| 20 mai 2017 | Olympique Phosboucraa        | 3 - 0    | Renaissance Sportive de Settat         |
| 25 mai 2017 | MC Oujda                     | 2 - 1    | QODS TAZA                              |
| 25 mai 2017 | Stade Marocain               | 2 - 1    | Widad Témara                           |
| 25 mai 2017 | Union Sportive de Sidi Kacem | 3 - 2    | Chabab Larache                         |
| 25 mai 2017 | US Témara                    | 4 - 2    | Association Alfath Sportif de Ouislane |
| 25 mai 2017 | Wydad de Fès                 | 2 - 1    | Ittihad Khemisset                      |
| 25 mai 2017 | Youssoufia Berrechid         | 3 - 2    | ASS Najah Sportive Agadir              |
| 25 mai 2017 | Chabab Houara                | 2 - 0    | USM Aït Melloul                        |
| 25 mai 2017 | Club Chabab Riadi Salmi      | 2 - 1    | Raja de Beni Mellal                    |
| 25 mai 2017 | JS El Massira                | 0 - 3    | CR Khemis Zemamra                      |
| 25 mai 2017 | Olympique Dcheira            | 3 - 2    | Racing Casablanca                      |
| 25 mai 2017 | Olympique de Marrakech       | 1 - 0    | Rachad Bernoussi                       |
| 25 mai 2017 | Rapide Oued Zem              | 4 - 1    | Hilal Tarrast                          |
| 26 mai 2017 | Maghreb de Fes               | 1 - 3    | AS Salé                                |

## Seizièmes de finale
- 1/16e de finale de la Coupe du Trône Aller : 22/23 août 2017
- 1/16e de finale de la Coupe du Trône Retour : 26/27 août 2017
| Match | Équipe 1                | Résultat  | Équipe 2               | aller | Retour |
| ----- | ----------------------- | --------- | ---------------------- | ----- | ------ |
| 1     | Wydad de Fès            | 0 - 1     | CA Khénifra            | 0 - 0 | 0 - 1  |
| 2     | FUS Rabat               | 3 - 1     | MC Oujda               | 2 - 0 | 1 - 1  |
| 3     | MA Tétouan              | 2 - 2     | AS Salé                | 2 - 1 | 0 - 1  |
| 4     | IR Tanger               | 2 - 1     | US Sidi Kacem          | 1 - 1 | 1 - 0  |
| 5     | RS Berkane              | 4 - 0     | US Témara              | 0 - 0 | 4 - 0  |
| 6     | Stade Marocain          | 4 - 5     | AS FAR                 | 2 - 3 | 2 - 2  |
| 7     | Kénitra AC              | 2 - 2     | Tihad AS               | 2 - 1 | 0 - 1  |
| 8     | Chabab Rif Al Hoceima   | 3 - 0     | Rajaa Sportif d'Arfoud | 1 - 0 | 2 - 0  |
| 9     | HUS Agadir              | 4 - 1     | OC Safi                | 3 - 1 | 1 - 0  |
| 10    | RCA Zemamra             | 3 - 6     | DH El Jadida           | 2 - 3 | 1 - 3  |
| 11    | Club Chabab Riadi Salmi | 5 - 2     | CAY Berrechid          | 1 - 1 | 4 - 1  |
| 12    | Raja CA                 | 4 - 1     | Olympique Dcheira      | 0 - 0 | 4 - 1  |
| 13    | Olympique Phosboucraa   | 0 - 0 4-5 | JS Kasba Tadla         | 0 - 0 | 0 - 0  |
| 14    | OC Khouribga            | 1 - 1     | Olympique de Marrakech | 0 - 0 | 1 - 1  |
| 15    | KAC Marrakech           | 0 - 3     | Wydad AC               | 0 - 1 | 0 - 2  |
| 16    | RC Oued-Zem             | 2 - 1     | Chabab Houara          | 1 - 0 | 1 - 1  |

## Phases finales

### Huitièmes de finale
Les Matchs Aller ont lieu entre le 12 - 13 septembre 2017
Les Matchs Retour ont lieu entre le 19 - 20 septembre 2017
| Match | Équipe 1     | Résultat | Équipe 2                | Aller | Retour |
| ----- | ------------ | -------- | ----------------------- | ----- | ------ |
| 17    | Tihad AS     | 2 - 4    | JS Kasba Tadla          | 2 - 4 | 0 - 0  |
| 18    | Wydad AC     | 2 - 3    | RS Berkane              | 1 - 1 | 1 - 2  |
| 19    | AS Salé      | 1 - 2    | Chabab Rif Al Hoceima   | 0 - 2 | 1 - 0  |
| 20    | DH El Jadida | 1 - 1    | IR Tanger               | 0 - 0 | 1 - 1  |
| 21    | AS FAR       | 5 - 1    | Club Chabab Riadi Salmi | 4 - 0 | 1 - 1  |
| 22    | RC Oued-Zem  | 1 - 2    | OC Khouribga            | 1 - 0 | 0 - 2  |
| 23    | Raja CA      | 2 - 1    | FUS Rabat               | 0 - 0 | 2 - 1  |
| 24    | CA Khénifra  | 2 - 2    | HUS Agadir              | 0 - 1 | 2 - 1  |

### Quarts de finale
Les Matchs Aller ont lieu entre le 11 - 15 - 16 octobre 2017
Les Matchs Retour ont lieu entre le 14 - 15- 19 - 21 octobre 2017
| Match | Équipe 1              | Résultat | Équipe 2     | Aller | Retour |
| ----- | --------------------- | -------- | ------------ | ----- | ------ |
| 25    | AS FAR                | 5 - 1    | OC Khouribga | 2 - 0 | 3 - 1  |
| 26    | JS Kasba Tadla        | 0 - 5    | RS Berkane   | 0 - 1 | 0 - 4  |
| 27    | Chabab Rif Al Hoceima | 2 - 3    | DH El Jadida | 2 - 1 | 0 - 2  |
| 28    | Raja CA               | 7 - 1    | CA Khénifra  | 5 - 1 | 2 - 0  |

### Demi-finales
Les Matchs Aller ront lieu entre le 25 - 26 octobre 2017
Les Matchs Retour ront lieu entre le 1 - 2 novembre 2017
| Match | Équipe 1   | Résultat | Équipe 2     | Aller | Retour |
| ----- | ---------- | -------- | ------------ | ----- | ------ |
| 29    | RS Berkane | 3 - 4    | DH El Jadida | 0 - 0 | 3 - 4  |
| 30    | AS FAR     | 1 - 1    | Raja CA      | 1 - 1 | 0 - 0  |

### Finale
| vert             |
| Entraîneur :     |
| Abderrahim Taleb |

| bleu                |
| Entraîneur :        |
| Juan Carlos Garrido |

| vert             |
| Entraîneur :     |
| Abderrahim Taleb |

| bleu                |
| Entraîneur :        |
| Juan Carlos Garrido |

## Vainqueur
| Vainqueur Coupe du Trône 2017 Raja Club Athletic 8e titre |